# Calochlaena
Calochlaena é um género de pteridófitos pertencente à família Dicksoniaceae. O nome deriva do grego clássico kalos "belo" e chlaina "capa", uma referência aos tricomas macios que recobrem o caule e as frondes jovens.

## Descrição
O género foi descrito por William Ralph Maxon como um subgénero do género Culcita, mas análises posteriores comprovaram a existência de diferenças que levaram a que as espécies que o integravam constituíssem um novo género. Em consequência, o género Culcita ficou restrito a duas espécies, uma da Macaronésia e sudoeste da Europa e outra da América tropical.
Apesar das semelhanças com o género Pteridium, o género Calochlaena não tem uma relação filogenética com este.

## Espécies
O género Calochlaena (1922) compreende espécies com distribuição geográfica pela Melanésia, Polinésia e leste da Austrália. A espécie Calochlaena dubia é um feto comum na costa leste da Austrália. São as seguintes as espécies:
- Calochlaena coniifolia = sin. Culcita coniifolia
- Calochlaena dubia (Austrália)
- Calochlaena javanica (Indonésia)
- Calochlaena novae-guineae (Nova-Guiné)
- Calochlaena straminea (Taiwan, Sueste da Ásia, Nova-Guiné, Pacífico)
- Calochlaena villosa (Nova-Guiné, Austrália)